# 1611

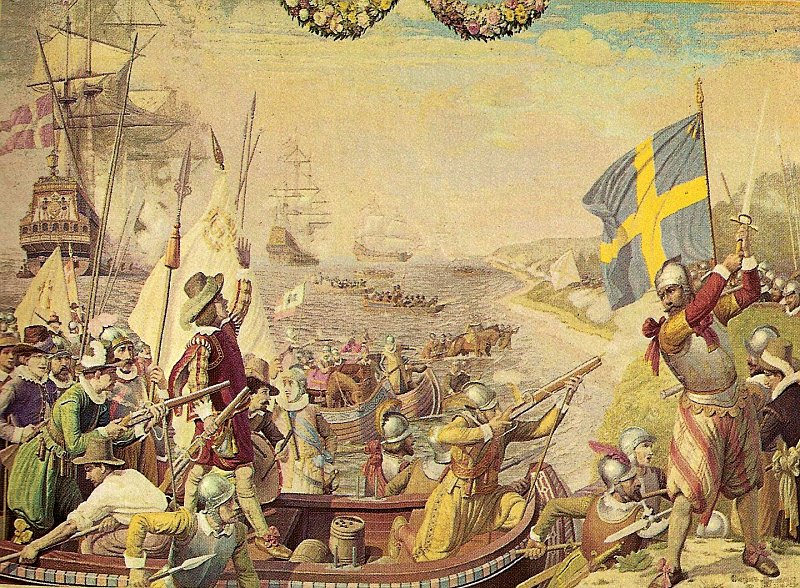
Batalha pela conquista de Kalmar, na Suécia, entre dinamarqueses e suecos.

- Wikisource

| Calendário gregoriano                                                        | 1611 MDCXI                           |
| Ab urbe condita                                                              | 2364                                 |
| Calendário arménio                                                           | 1060 – 1061                          |
| Calendário bahá'í                                                            | -233 – -232                          |
| Calendário budista                                                           | 2155                                 |
| Calendário chinês                                                            | 4307 – 4308 Início a 13 de fevereiro |
| Calendário copta                                                             | 1327 – 1328                          |
| Calendário etíope                                                            | 1603 – 1604                          |
| Calendários hindus - Vikram Samvat - Calendário nacional indiano - Cáli Iuga | 1666 – 1667 1532 – 1533 4711 – 4712  |
| Calendário Holoceno                                                          | 11611                                |
| Calendário islâmico                                                          | 1020 – 1021                          |
| Calendário judaico                                                           | 5371 – 5372                          |
| Calendário persa                                                             | 989 – 990                            |
| Calendário rúnico                                                            | 1861                                 |
| Calendário solar tailandês                                                   | 2154                                 |

1611 (MDCXI, na numeração romana)  foi um ano comum  do século XVII do actual Calendário Gregoriano, da Era de Cristo, e a sua letra dominical foi B, teve 52 semanas, início a um sábado, e terminou também a um sábado.
| Ano completo                   |
| ------------------------------ |
| Ano comum com início ao sábado |

## Eventos
- 4 de abril - O rei Cristiano IV da Dinamarca declara guerra à Suécia e ataca Kalmar a 3 de maio.
- 30 de outubro - Gustavo Adolfo sobe ao trono da Suécia com apenas dezesseis anos.
- Galileu Galilei foi chamado a Roma para se defender da acusação de heresia.

## Nascimentos
- 19 de Maio - Beato Inocêncio XI (m. 1689).

## Mortes
- 18 de Junho - Franciscus Parcovius, foi médico e Professor de Medicina e de Matemática da Universidade de Rostock (n. 1560).

## Epacta e idade da Lua
| Epacta gregoriana | 16      |
| Idade da Lua      | Letra r |